# Cahaignes
Cahaignes település Franciaországban, Eure megyében. Lakosainak száma 347 fő (2018. január 1.). Cahaignes Authevernes, Berthenonville, Cantiers, Château-sur-Epte, Civières, Fontenay és Fours-en-Vexin községekkel határos.

## Népesség
A település népességének változása:
| Lakosok száma | 197  | 172  | 196  | 279  | 299  | 350  | 359  | 362  | 351  | 347  |
|               | 1962 | 1968 | 1982 | 1990 | 1999 | 2008 | 2011 | 2013 | 2017 | 2018 |